# کونچیچ
کونچیچ (به صربی: Končić) یک منطقهٔ مسکونی در صربستان است که در پروکوپلیه واقع شده‌است. کونچیچ ۱۳۴ نفر جمعیت دارد.